# Катерина Саксен-Лауенбурзька
Катерина Саксен-Лауенбурзька (Катаріна; 24 вересня 1513, Рацебург, Шлезвіг-Гольштейн — 23 вересня 1535, Стокгольм) -- королева-консорт Швеції в 1531-1535 роках, перша дружина короля Швеції Густава І.

## Біографія

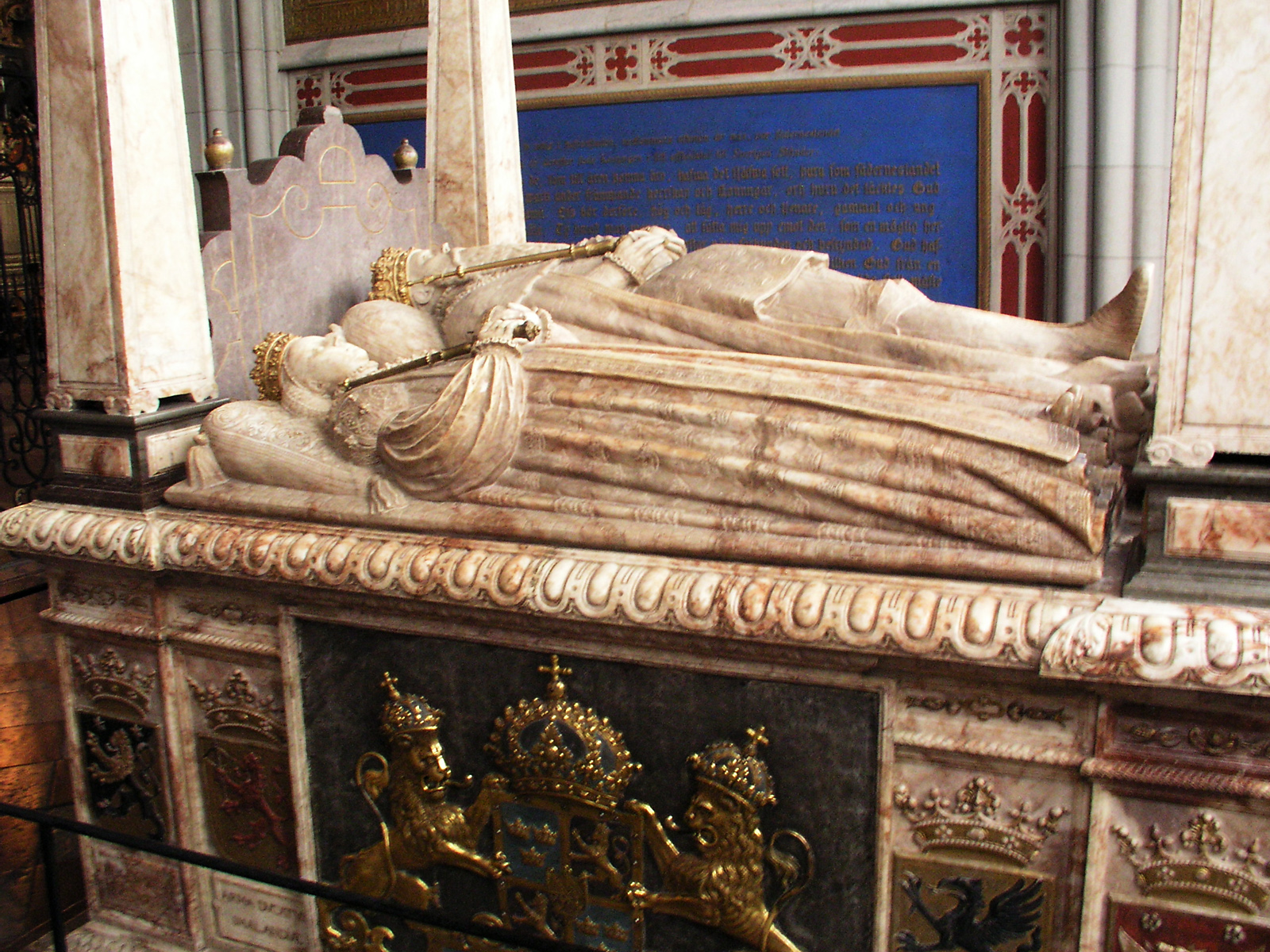
Густав і Катерина

Катерина народилася в Рацебурзі в родині Магнуса I, герцога Саксен-Лауенбурзького і Катерини, дочки Генріха IV, герцога Брауншвейг-Люнебурзького. Її шлюб з Густавом I зі Швеції був організований з політичних причин. Густав хотів одружитися незабаром після завоювання шведського трону. Переговори про одруження проходили невдало: йому відмовили Доротея Данська, якій також зробив пропозицію Філіп Гессенський, що вважався більш вигідною партією; Софія Мекленбурзька і Анна Померанська, чиї батьки вважали, що його правління занадто нестабільне; і Ядвіга Ягеллонка, чиї батьки припинили переговори через шведську реформацію. Зрештою йому порадили розглянути наречену з герцогства Саксен-Лауенбург.
Хоча герцогство було маленьким і бідним, у нього було багато переваг: його династія була пов'язана з багатьма наймогутнішими династіямми Європи, що дало б цінні зв'язки з німецькими принцами; це була протестантська сім'я, що відіграло важливу роль для триваючої шведської реформації; шлюб міг забезпечити імперські зв'язки через матір Катерини і цінний зв'язок з Данією, оскільки старша сестра Катерини, Доротея, була одружена з Крістіаном, наслідним принцом Данії; і, нарешті, герцогство в той момент було відомо як центр найманої сили, що відіграло важливу роль Густава як нового правителя. Переговори почалися в 1528 році, але були відкладені на кілька років, так як батько нареченої засумнівався в стабільності престолу потенційного нареченого. Нарешті, після посередництва Любека, переговори були завершені майже через три роки після їх початку, і Катерині надали графства Корсгольм, Кальмар і Еланд в якості приданого.
У вересні 1531 року Катерину до Швеції супроводжували «найвищі лорди і леді королівства» на чолі з її майбутньою невісткою Маргаритою і її чоловіком, графом Йоганом Гойєю. У Швеції вона вперше побачила свого майбутнього чоловіка. Їх весілля було відсвятковано в Стокгольмі на її 18-й день народження 24 вересня 1531 року. Незабаром після королівського весілля Брита Лейонгувуд, дочка другого двоюрідного брата короля Ебби Еріксдоттера Вази, вийшла заміж за придворного і фаворита Густава Олссона Стенбока (вони пізніше стали батьками третьої дружини короля, Катаріни Стенбок), а племінниця короля Брита Йоакімсдоттер Браге були заручені з ріксродом Біргером Нільссоном Грипом: обидві ці події приймала королівська пара. Це були перші урочистості для Катерини як нової королеви Швеції.
Дуже мало відомо про королеву Катерину як особистість і її перебування в ролі королеви. Немає інформації про її придворних, хоча вона, як передбачається, привезла до Німеччини фрейлін на додаток до її шведських фрейлінів, серед яких, ймовірно, була Маргарита Лейонгувуд (майбутня друга дружина короля). За традицією Катерина вважається примхливою, холодною, меланхолійною і незадоволеною, а шлюб описується як бурхливий і нещасливий, незважаючи на те, що в джерелах того часу такої інформації немає. 13 грудня 1533 року вона виконала свою найважливішу задачу як королеви, народивши спадкоємця престолу - майбутнього Еріка XIV.
У вересні 1535 року під час балу, влаштованого на честь її зятя, короля Данії Крістіана III, який відвідав королівський двір Швеції, вагітна королева Катерина впала під час танцю з Крістіаном III. Падіння прикувало її до ліжка і призвело до ускладнень, і вона померла 23 вересня разом зі своєю ще не народженою дитиною.
Під час її смерті король Густав був залучений в Графський розбрат, і його противники в цьому конфлікті, Любек і Росток, поширили чутку, ніби він убив свою дружину ударами срібною тростиною по голові через повідомлення шпигуна про те, що вона оббрехала його поки танцювала з Крістіаном. Ексгумація скелета Катерини, зроблена в 1940-х роках не показує ніяких ознак будь-якої подібної травми, і її сім'я ніколи не висувала жодних звинувачень. Більш того, сам Крістіан III підтверджує серйозне падіння королеви Катерини в своїх особистих листах, хоча він і не був другом Густава.
Традиційно в історії королеві Катерині приписується погана репутація, і її часто називають поганим прикладом королеви на контрасті з другою дружиною Густава I, королевою Маргаритою Лейонгувуд, яка зображується як стереотипно ідеальна королева.